# Hysteric Blue

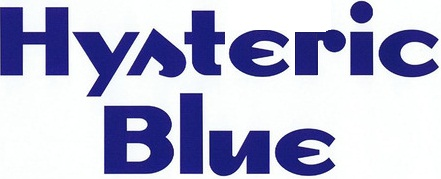
Logo do Hysteric Blue.

Hysteric Blue foi um grupo de rock do Japão, criado em Julho de 1997, e que existiu até 2004.
Foi criado por Tama (cantora) e mais dois garotos, Takuya (baterista) e Naoki (baixista), todos estudantes colegiais nessa época.
O grupo começou fazendo apresentações nas proximidades do castelo de Osaka e também em pequenos pubs. Com o início de gravação de fitas demo sendo enviadas para os mais diversos estúdios e umas destas fitas caiu nas mãos de Masahide Sakuma, famoso produtor de grandes bandas como Glay e Judy and Mary, que logo produziu o primeiro single da banda chamado RUSH! em 31 de outubro de 1998. 
Em 21 de Janeiro de 1999 foi lançado o segundo single "Haru-spring" que se tornou um grande hit tornando o nome Hysteric Blue um dos mais populares no Japão.

## Curiosidades
- A banda Hysteric Blue fez a abertura de Histórias de Fantasmas (学校の怪談) com a música "Grow Up " (グロウアップ) e também o encerramento de Spiral - Suiri no Kizuna.